# 지다

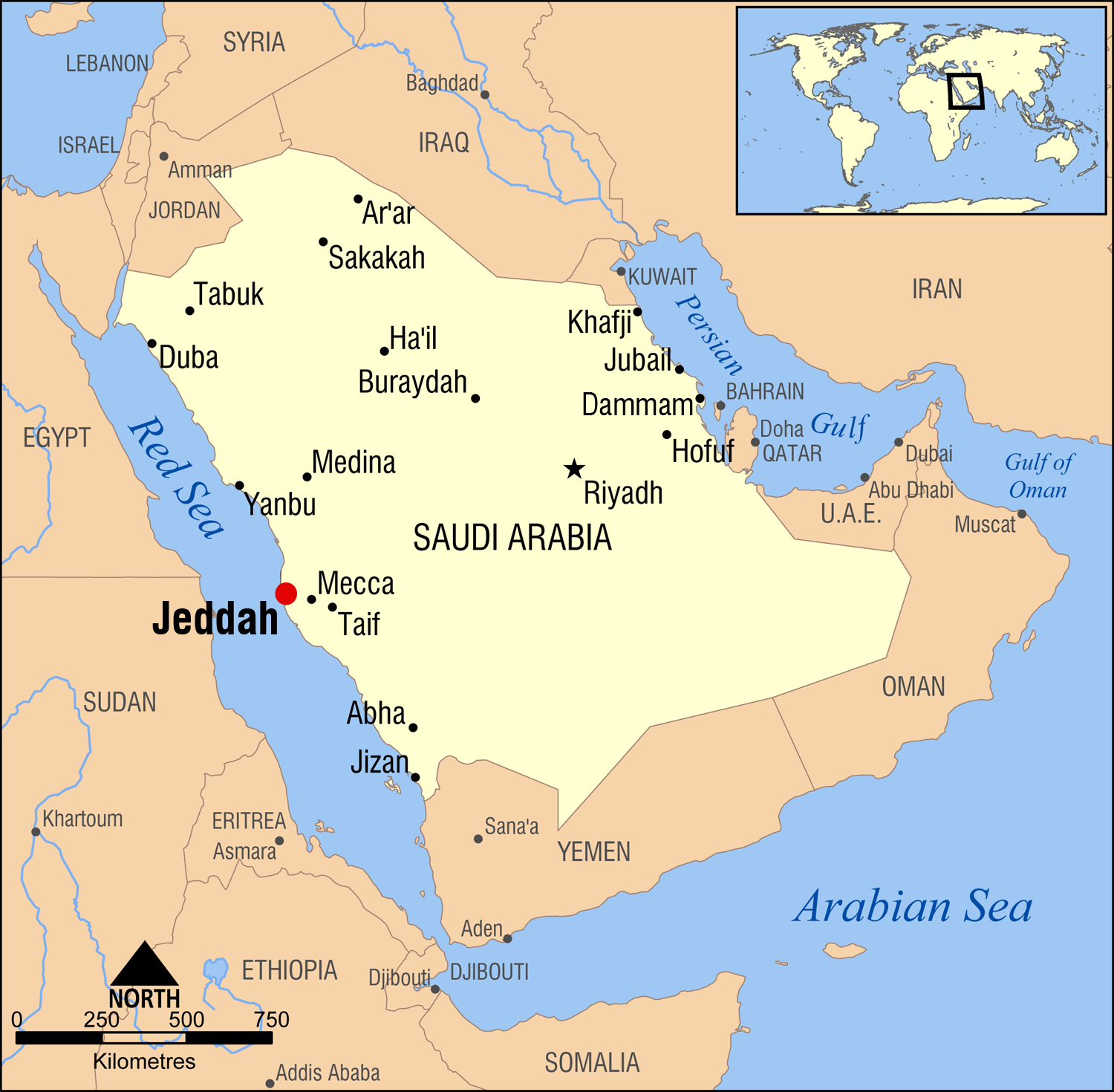
지다의 위치

지다(아랍어: جدّة Jidda[*]) 혹은 제다, 젯다(Jeddah)는 사우디아라비아 서부의 도시로, 메카에서 서쪽으로 50km 떨어진 해안에 위치한다. 사우디아라비아에서 가장 중요한 항구 도시로, 행정 구역상으로는 메카주에 속한다.
홍해 연안에 있어서 '홍해의 신부'라고 불린다. 사우디아라비아의 공립 대학 가운데 하나인 킹 압둘아지즈 대학교가 있다. 이 곳은 또 외교의 중심지이기도 하여 외무부를 비롯한 각국의 외교공관이 모여 있다. 킹 압둘아지즈 국제공항을 통하여 외국으로 연결된다. 인구는 3,976,000 명으로, 사우디아라비아 제2의 도시이자 히자즈 지역의 중심 도시이다. 이슬람 최대의 성지 메카의 관문으로, 성지순례(하즈)를 위해 도심 북부의 킹 압둘아지즈 국제공항을 통해 매년 수백만 명의 무슬림들이 거쳐간다.
대한민국에서는 1970년대부터 시작된 중동 건설 붐의 영향 덕분에 사우디아라비아 항공 노선의 거점 지역으로 수도 리야드, 성지 메카 다음으로 인지도가 높은 사우디아라비아의 도시다. 따라서 한국인 역시 적지 않으며, 주젯다 대한민국 총영사관이 위치한다.
또한 제다는 사우디아라비아의 주요 관광지 중 하나다. 무려 기원전 6세기 무렵부터 도시가 있었기에 역사적으로 유구하며, 유네스코 세계문화유산에 등재된 구도심 알 발라드는 히자즈 양식의 옛 건축물이 즐비하여 고즈넉한 분위기를 느낄 수 있다. 북쪽의 제다 경제 도시에는 향후 세계에서 제일 높은 건축물이 될 마천루인 높이 제다 타워가 건설 중이다. 높이는 무려 1,007m에 달한다. 이미 세계에서 가장 높은 것 중의 하나도 이 도시에 있다. 압둘라 국왕 광장에 있는 국기게양대인 지다 깃대가 세계에서 가장 높은 국기게양대다. 높이가 171m에 달한다.

## 기후
| 지다 (1991년~2020년)의 기후              | 지다 (1991년~2020년)의 기후 | 지다 (1991년~2020년)의 기후 | 지다 (1991년~2020년)의 기후 | 지다 (1991년~2020년)의 기후 | 지다 (1991년~2020년)의 기후 | 지다 (1991년~2020년)의 기후 | 지다 (1991년~2020년)의 기후 | 지다 (1991년~2020년)의 기후 | 지다 (1991년~2020년)의 기후 | 지다 (1991년~2020년)의 기후 | 지다 (1991년~2020년)의 기후 | 지다 (1991년~2020년)의 기후 | 지다 (1991년~2020년)의 기후 |
| 월                                       | 1월                         | 2월                         | 3월                         | 4월                         | 5월                         | 6월                         | 7월                         | 8월                         | 9월                         | 10월                        | 11월                        | 12월                        | 연간                        |
| ---------------------------------------- | --------------------------- | --------------------------- | --------------------------- | --------------------------- | --------------------------- | --------------------------- | --------------------------- | --------------------------- | --------------------------- | --------------------------- | --------------------------- | --------------------------- | --------------------------- |
| 역대 최고 기온 °C (°F)                   | 36.0 (96.8)                 | 37.4 (99.3)                 | 40.6 (105.1)                | 44.5 (112.1)                | 48.2 (118.8)                | 52.0 (125.6)                | 47.0 (116.6)                | 49.4 (120.9)                | 48.0 (118.4)                | 46.4 (115.5)                | 40.0 (104.0)                | 37.0 (98.6)                 | 52.0 (125.6)                |
| 일평균 최고 기온 °C (°F)                 | 28.8 (83.8)                 | 29.8 (85.6)                 | 31.7 (89.1)                 | 34.5 (94.1)                 | 37.1 (98.8)                 | 38.3 (100.9)                | 39.4 (102.9)                | 38.7 (101.7)                | 37.4 (99.3)                 | 36.6 (97.9)                 | 33.3 (91.9)                 | 30.6 (87.1)                 | 34.7 (94.5)                 |
| 일일 평균 기온 °C (°F)                   | 23.4 (74.1)                 | 24.0 (75.2)                 | 25.5 (77.9)                 | 28.3 (82.9)                 | 30.7 (87.3)                 | 31.8 (89.2)                 | 33.2 (91.8)                 | 33.2 (91.8)                 | 31.9 (89.4)                 | 30.2 (86.4)                 | 27.6 (81.7)                 | 25.2 (77.4)                 | 28.7 (83.7)                 |
| 일평균 최저 기온 °C (°F)                 | 18.8 (65.8)                 | 19.0 (66.2)                 | 20.2 (68.4)                 | 22.8 (73.0)                 | 25.0 (77.0)                 | 25.8 (78.4)                 | 27.6 (81.7)                 | 28.6 (83.5)                 | 27.3 (81.1)                 | 25.0 (77.0)                 | 22.9 (73.2)                 | 20.6 (69.1)                 | 23.6 (74.5)                 |
| 역대 최저 기온 °C (°F)                   | 11.0 (51.8)                 | 9.8 (49.6)                  | 10.0 (50.0)                 | 12.0 (53.6)                 | 16.4 (61.5)                 | 20.0 (68.0)                 | 20.5 (68.9)                 | 22.0 (71.6)                 | 17.0 (62.6)                 | 15.6 (60.1)                 | 15.0 (59.0)                 | 11.4 (52.5)                 | 9.8 (49.6)                  |
| 평균 강수량 mm (인치)                    | 12.5 (0.49)                 | 3.4 (0.13)                  | 2.6 (0.10)                  | 1.9 (0.07)                  | 0.1 (0.00)                  | 0.1 (0.00)                  | 0.5 (0.02)                  | 0.6 (0.02)                  | 0.1 (0.00)                  | 1.5 (0.06)                  | 27.1 (1.07)                 | 9.1 (0.36)                  | 59.5 (2.32)                 |
| 평균 강수일수 (≥ 1.0 mm)                 | 1.1                         | 0.3                         | 0.4                         | 0.2                         | 0.1                         | 0.0                         | 0.1                         | 0.2                         | 0.0                         | 0.4                         | 1.9                         | 0.7                         | 5.4                         |
| 평균 상대 습도 (%)                       | 60                          | 60                          | 60                          | 57                          | 56                          | 58                          | 53                          | 59                          | 67                          | 66                          | 65                          | 63                          | 60                          |
| 출처: 미국 해양대기청, 지다 지역기후센터 |                             |                             |                             |                             |                             |                             |                             |                             |                             |                             |                             |                             |                             |

## 자매 결연 도시
- 카자흐스탄 알마티
- 요르단 암만
- 대한민국 성주군
- 이집트 알렉산드리아
- 이집트 카이로
- 독일 슈투트가르트
- 아랍에미리트 두바이
- 인도네시아 자카르타
- 튀르키예 아다나
- 튀르키예 이스탄불
- 말레이시아 조호르바루
- 러시아 카잔
- 대한민국 광주광역시
- 파키스탄 카라치
- 스페인 마르베야
- 투르크메니스탄 마리
- 우크라이나 오데사
- 키르기스스탄 오시
- 불가리아 플로프디프
- 모로코 카사블랑카
- 브라질 리우데자네이루
- 일본 시모노세키시
- 러시아 상트페테르부르크
- 프랑스 스트라스부르
- 중화인민공화국 시안시

## 같이 보기
- 아브하
- 코바르
- 사우디아라비아의 도시 목록